# NGC 5220
NGC 5220 est une vaste galaxie spirale vue par la tranche et située dans la constellation du Centaure. Sa vitesse par rapport au fond diffus cosmologique est de 4 469 ± 20 km/s, ce qui correspond à une distance de Hubble de 65,9 ± 4,6 Mpc (∼215 millions d'al). NGC 5220 a été découverte par l'astronome britannique John Herschel  en 1836.
La classe de luminosité de NGC 5220 est I et elle présente une large raie HI. Elle renferme possiblement des régions d'hydrogène ionisé.
Certains nomment cette galaxie le « Sombrero »,, mais il ne faudrait pas confondre avec M104, la « galaxie du Sombrero ».
À ce jour, trois mesures non basées sur le décalage vers le rouge (redshift) donnent une distance égale à 49,033 ± 1,447 Mpc (∼160 millions d'al), ce qui est à l'extérieur des valeurs de la distance de Hubble. Notons que c'est avec la valeur moyenne des mesures indépendantes, lorsqu'elles existent, que la base de données NASA/IPAC calcule le diamètre d'une galaxie et qu'en conséquence le diamètre de NGC 5220 pourrait être d'environ 86,0 kpc (∼280 000 al) si on utilisait la distance de Hubble pour le calculer.